# Piëzometer

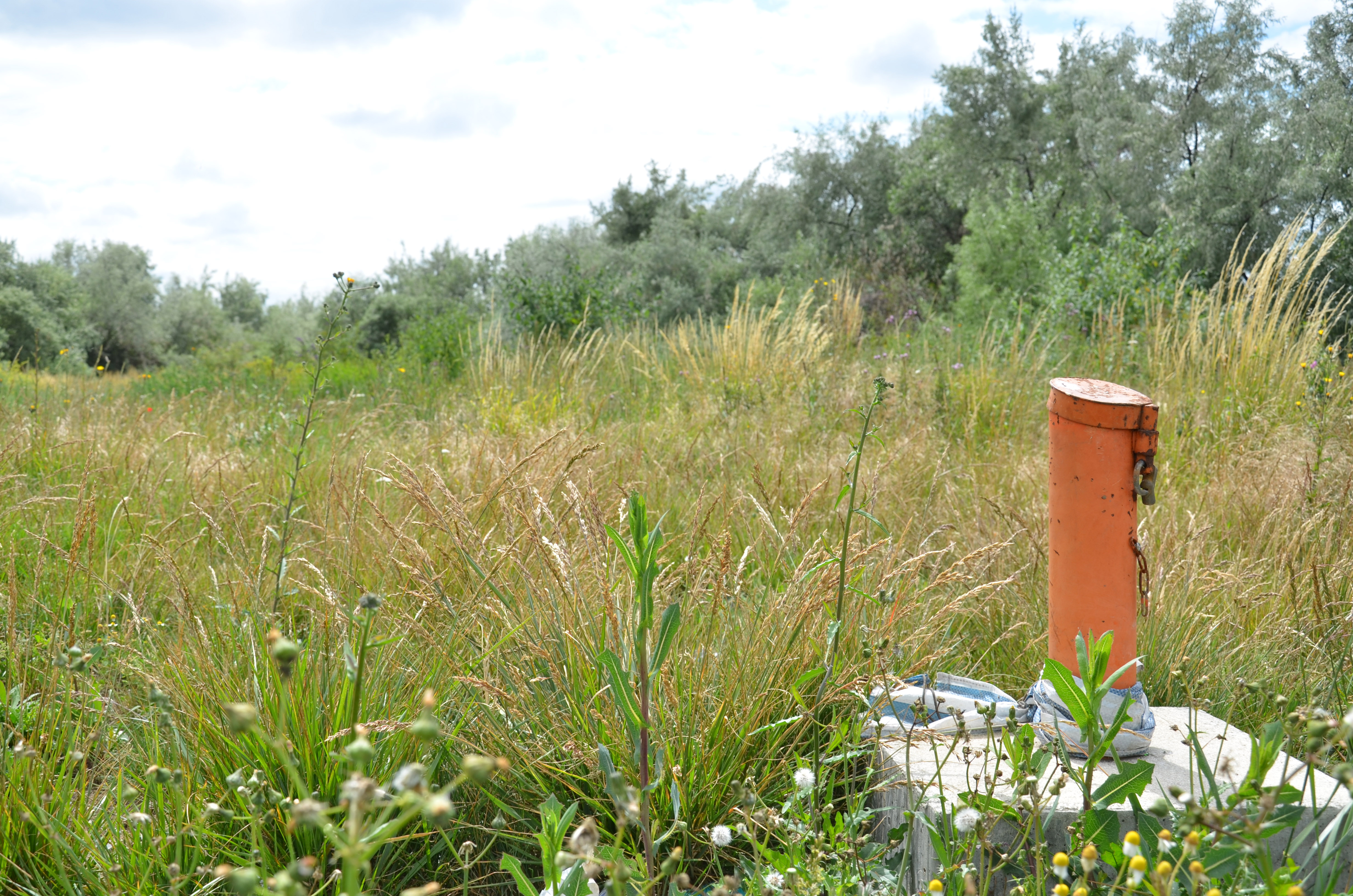
Een piëzometer

Een piëzometer is een gevoelige waterdrukmeter die onder andere gebruikt wordt in de civiele techniek.
Met een piëzometer kan de waterdruk ofwel stijghoogte gemeten worden. Men noemt dit ook wel het piëzometrisch niveau of piëzometrische hoogte. De stijghoogte wordt uitgedrukt in lengte-eenheden zoals de meter.